# Гуревич, Михаил Борисович
Михаил Борисович Гуревич (1925, Орёл, СССР) — советский архитектор, специалист по проектированию общественных зданий и сооружений. Участник Второй мировой войны.

## Биография
Михаил Борисович Гуревич окончил МАРХИ в 1950. Работал в институтах «Моспроект» и «Аэропроект». Успешный участник десяти архитектурных конкурсов, в том числе на памятники 300-летия основания Кронштадта (1963, III премия) и инженерным войскам, участвовавшим в обороне Севастополя (1969, II премия).

## Основные работы
- Проект высотного здания в Зарядье (1961, в авторском коллективе)
- Международный аэровокзал «Шереметьево» (1969, совместно с Г. Елькиным и др.)
- Особняки иностранных посольств (1966—1970)
- Институт нефтехимической и газовой промышленности им. И. М. Губкина (1991).